# Талеква (Оклахома)
Талеква (англ. Tahlequah, чер. ᏓᎵᏆ, Daligwa) — місто (англ. city) в США, в окрузі Черокі штату Оклахома. Населення — 16 209 осіб (2020).

## Географія
Талеква розташована за координатами 35°54′42″ пн. ш. 94°58′38″ зх. д. / 35.91167° пн. ш. 94.97722° зх. д. (35.911805, -94.977102). За даними Бюро перепису населення США в 2010 році місто мало площу 32,36 км², з яких 32,24 км² — суходіл та 0,11 км² — водойми.

### Клімат
| Клімат : Талеква                                                | Клімат : Талеква | Клімат : Талеква | Клімат : Талеква | Клімат : Талеква | Клімат : Талеква | Клімат : Талеква | Клімат : Талеква | Клімат : Талеква | Клімат : Талеква | Клімат : Талеква | Клімат : Талеква | Клімат : Талеква | Клімат : Талеква |
| Показник                                                        | Січ.             | Лют.             | Бер.             | Квіт.            | Трав.            | Черв.            | Лип.             | Серп.            | Вер.             | Жовт.            | Лист.            | Груд.            | Рік              |
| Абсолютний максимум, °C                                         | 25,6             | 31,1             | 35,6             | 34,4             | 36,1             | 42,2             | 47,8             | 47,8             | 42,8             | 36,7             | 31,7             | 26,7             | 47,8             |
| Середній максимум, °C                                           | 9,4              | 12,2             | 17,4             | 22,3             | 25,8             | 29,7             | 32,7             | 33,1             | 28,6             | 22,8             | 16,3             | 10,1             | 21,8             |
| Середній мінімум, °C                                            | −2,7             | −0,3             | 4,3              | 9,1              | 14,1             | 18,3             | 20,7             | 20,1             | 15,8             | 9,7              | 4,2              | −1,4             | 9,4              |
| Абсолютний мінімум, °C                                          | −30,6            | −25              | −23,3            | −7,2             | −1,1             | 5,0              | 4,4              | 7,2              | −2,2             | −8,9             | −14,4            | −25,6            | −30,6            |
| Норма опадів, мм                                                | 66               | 67               | 104              | 102              | 159              | 132              | 112              | 98               | 131              | 117              | 109              | 78               | 1275             |
| Днів з опадами                                                  | 6                | 6                | 7                | 9                | 9                | 8                | 6                | 6                | 7                | 6                | 6                | 6                | 82,0             |
| --------------------------------------------------------------- | ---------------- | ---------------- | ---------------- | ---------------- | ---------------- | ---------------- | ---------------- | ---------------- | ---------------- | ---------------- | ---------------- | ---------------- | ---------------- |
| Джерело: WRCC http://www.wrcc.dri.edu/cgi-bin/cliMAIN.pl?ok8677 |                  |                  |                  |                  |                  |                  |                  |                  |                  |                  |                  |                  |                  |

## Демографія
Згідно з переписом 2010 року, у місті мешкали 15 753 особи в 6111 домогосподарстві у складі 3351 родини. Густота населення становила 487 осіб/км². Було 6857 помешкань (212/км²).
Расовий склад населення:
| - 53,8 % — білих - 30,0 % — корінних американців - 2,4 % — чорних або афроамериканців - 1,3 % — азіатів - 3,7 % — осіб інших рас |

До двох чи більше рас належало 8,7 %. Частка іспаномовних становила 9,8 % від усіх жителів.
За віковим діапазоном населення розподілялося таким чином: 21,2 % — особи молодші 18 років, 66,2 % — особи у віці 18—64 років, 12,6 % — особи у віці 65 років та старші. Медіана віку мешканця становила 27,8 року. На 100 осіб жіночої статі у місті припадало 93,7 чоловіків; на 100 жінок у віці від 18 років та старших — 91,2 чоловіків також старших 18 років.
Середній дохід на одне домашнє господарство становив 47 003 долари США (медіана — 30 804), а середній дохід на одну сім'ю — 60 139 доларів (медіана — 45 793). Медіана доходів становила 35 646 доларів для чоловіків та 31 262 долари для жінок. За межею бідності перебувало 34,3 % осіб, у тому числі 41,0 % дітей у віці до 18 років та 19,8 % осіб у віці 65 років та старших.
Цивільне працевлаштоване населення становило 6379 осіб. Основні галузі зайнятості: освіта, охорона здоров'я та соціальна допомога — 31,2 %, роздрібна торгівля — 16,0 %, мистецтво, розваги та відпочинок — 11,3 %, публічна адміністрація — 10,3 %.